# Nicolau da Grécia e Dinamarca (1969)
Nicolau da Grécia e Dinamarca (em grego: Νικολάου Ελλάδος και Δανίας; Roma, 1 de outubro de 1969) é um Príncipe da Grécia e Dinamarca, segundo filho do rei Constantino II e de sua esposa, a rainha Ana Maria da Dinamarca. Tem quatro irmãos, incluindo o Príncipe Herdeiro Paulo, que é o atual chefe da Família Real Grega. 
Por parte de mãe, ele é um sobrinho da rainha emérita da Dinamarca, Margarida II, e da princesa Benedita da Dinamarca; enquanto que por parte de pai, ele é um sobrinho da rainha consorte emérita Sofia da Espanha e da princesa Irene da Grécia e Dinamarca. É, portanto, um primo em primeiro grau dos reis Felipe VI da Espanha e Frederico X da Dinamarca.

## Biografia e educação
Nasceu na cidade de Roma na Itália, devido ao golpe que derrubou a monarquia da Grécia e fez com que a família real grega tivesse que fugir para a Itália em dezembro de 1967. O seu pai (o até então rei Constantino II da Grécia) foi deposto em 1973, após a abolição da monarquia. 
Como os seus irmãos e irmãs, foi educado no Colégio Helénico de Londres, fundado por seus pais em 1980. Em 1993, graduou-se na Brown University com uma licenciatura em Relações Internacionais. Morou e trabalhou nos Estados Unidos e Londres, mas desde 1998 passou a se dedicar trambém a funções junto à Família Real na Grécia. 
Tem uma irmã mais velha a princesa Alexia, um irmão mais velho, o Príncipe Herdeiro Paulo, uma irmã mais nova, a princesa Teodora, e um irmão mais novo, o príncipe Filipe. 

## Interesses pessoais
O príncipe Nicolau estava em um grupo de membros da realeza europeia na cidade de Sydney, na Austrália, durante os Jogos Olímpicos de 2000, com os seus primos o príncipe herdeiro Frederico da Dinamarca, o príncipe Joaquim da Dinamarca e a princesa Marta Luísa da Noruega. Foi durante os Jogos Olímpicos que o príncipe Frederico conheceu a sua esposa, a Rainha Mary da Dinamarca. 
Nicolas também é interessado em fotografia e em 2018 expôs seu trabalho num museu de Londres. 

## Carreira profissional
O príncipe viveu na cidade de Nova Iorque e em 1993,trabalhou na área da produção na Fox News. Ele trabalhou para NatWest Markets na cidade de Londres e também trabalhou no gabinete do seu pai desde 1998 e é um membro do conselho da Fundação Anna-Maria, concebida para ajudar vítimas de desastres naturais como inundações e terremotos na Grécia.
Em 2013, Nicolau mudou-se com a sua esposa Tatiana para a Grécia, onde chegou a ter pretensões políticas.

## Casamento e divórcio
O noivado do príncipe Nicolau com Tatiana Blatnik Ellinka, nascida em 27 de agosto de 1980 na Venezuela, foi anunciado em 28 de dezembro de 2009. Até julho de 2010, quando renunciou para se concentrar em seu planos de casamento, Blatnik havia trabalhado no departamento de publicidade como uma planeadora de eventos de designer de moda da marca Diane von Fürstenberg. 
O casal se casou na ilha grega de Spetses na Grécia, em 25 de agosto de 2010. O casamento foi amplamente divulgado nos meios de comunicação gregos. A família real dinamarquesa, com exceção do príncipe Henrique e o príncipe herdeiro Frederico, Príncipe Herdeiro da Dinamarca, viajou para assistir ao casamento, juntamente com alguns outros membros da realeza, incluindo a rainha consorte Sofia da Espanha e seus filhos e seus cônjuges, o príncipe Michael de Kent e a princesa Maria Cristina, Princesa Miguel de Kent,com a sua filha a Lady Gabriella Windsor, alguns membros da família real sueca com representação da princesa Vitória, Princesa Herdeira da Suécia e o seu marido o Daniel, Duque da Gotalândia Ocidental, fora ao príncipe Haakon, Príncipe Herdeiro da Noruega, e o príncipe de Orange, Guilherme Alexandre e a princesa Máxima dos Países Baixos. A estilista Diane von Fürstenberg não compareceu à cerimônia ou desenhou o vestido da noiva (como tinha sido amplamente esperado). O vestido foi desenhado por Angel Sanchez. 
Com o casamento, Tatiana ganhou o título de "Tatiana, Princesa da Grécia e Dinamarca" e o tratamento de "Sua Alteza Real". 

### Divórcio
O divórcio do casal foi anunciado em 19 de abril de 2024 no portal oficial da Família Real Grega. "Após quatorze anos de casamento, eles decidiram dissolver a união amigavelmente", diz uma parte do anúncio.  

## Títulos, honras, estilos e armas

### Títulos e estilos
- 01 de outubro de 1969 - presente: Sua Alteza Real príncipe Nicolau da Grécia e Dinamarca